# Menyhért Lengyel

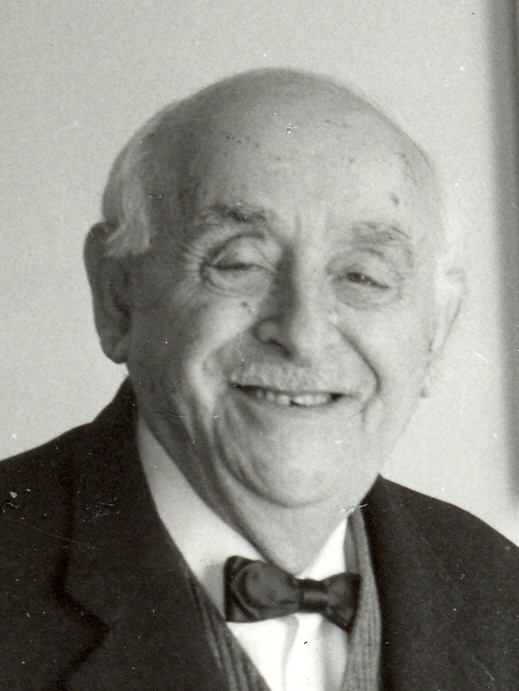
Melchior Lengyel (um 1960)

Menyhért Lengyel, auch Melchior Lengyel, eigentlich Menyhért Lebovics (* 12. Januar 1880 in Balmazújváros; † 23. Oktober 1974 in Budapest), war ein ungarischer Dramatiker, Journalist und Kritiker jüdischer Abstammung.

## Leben
Seine Karriere begann mit Zeitungsartikeln. Er arbeitete als Journalist zuerst in Kassa (heute: Košice), später in Budapest.
Sein erstes Theaterstück, A nagy fejedelem (Der große Fürst), wurde 1907 von der Thalia-Gesellschaft, einer freien Theatergruppe, zur Aufführung gebracht. Das Ungarische Nationaltheater spielte 1908 sein nächstes Stück, A hálás utókor (Die dankbare Nachwelt), das von der Ungarischen Akademie der Wissenschaften mit dem Vojnits-Preis ausgezeichnet, der alljährlich dem besten Theaterstück zuerkannt wird. Eines von seinen besten Dramen, Taifun, geschrieben im Jahre 1909, wurde weltberühmt und wird noch heute gespielt; es wurde 1914 in den USA verfilmt.
Er veröffentlichte seine Artikel meist in der Monatsschrift Nyugat (Westen), die in der ersten Hälfte des 20. Jahrhunderts die beste literarische Zeitschrift Ungarns war. Während des Ersten Weltkriegs war er für die ungarische Zeitung Az Est (Der Abend) ein Jahr lang Korrespondent in der Schweiz. Seine pazifistischen Artikel sowie andere Schriften aus dem Jahre 1918 wurden auch in deutschen und französischen Zeitschriften veröffentlicht und später in dem Buch Egyszerű gondolatok (Einfache Gedanken) zusammengestellt.
Seine Geschichte Der wunderbare Mandarin (Originaltitel: A csodálatos mandarin) wurde 1916 veröffentlicht und inspirierte Béla Bartók, den berühmten ungarischen Komponisten, sie als Libretto für ein Tanzspiel zu verwenden (1924).
1919 ging er nach Berlin, München und Weimar, wo er Freundschaft mit Ernst Lubitsch schloss. 1933 emigrierte Lengyel mit seiner Familie nach England, 1935 in die USA. Dort arbeitete er als Drehbuchautor. Lubitsch verfilmte einige seiner Arbeiten: Das verbotene Paradies, Engel, Ninotschka (das Drehbuch wurde 1940 für einen Oscar nominiert) und Noch ist Polen nicht verloren (unter dem Titel Sein oder Nichtsein). Nach dem Zweiten Weltkrieg reiste Lengyel oft nach Europa zurück und übersiedelte 1960 nach Italien. Nach der 1956er Revolution in Ungarn besuchte er oft sein Geburtsland und kehrte 1970 nach Ungarn zurück, wo er vier Jahre später im Alter von 94 Jahren starb.
Die Bibliothek seiner Geburtsstadt Balmazújváros wurde im Jahre 2004 nach ihm benannt. Eine komplette Liste der Werke Lengyels und der Artikel über ihn wurde bei dieser Gelegenheit von einer Bibliothekarin zusammengestellt.